# Sepmes
Sepmes is een gemeente in het Franse departement Indre-et-Loire (regio Centre-Val de Loire) en telt 647 inwoners (2004). De plaats maakt deel uit van het arrondissement Loches.

## Geografie
De oppervlakte van Sepmes bedraagt 28,5 km², de bevolkingsdichtheid is 22,7 inwoners per km².
De onderstaande kaart toont de ligging van Sepmes met de belangrijkste infrastructuur en aangrenzende gemeenten.

## Demografie
Onderstaande figuur toont het verloop van het inwonertal (bron: INSEE-tellingen).